# Семибревис

Графемы мензуральной нотации (только ноты, слева направо, в порядке уменьшения длительностей)

Семибре́вис (лат. semibrevis букв. «полукраткая» [нота]) — одна из наиболее ходовых и значимых длительностей в системе мензуральной нотации. Нотируется характерной ромбовидной графемой без штиля.

## Краткая характеристика
Первые упоминания термина semibrevis относятся к XIII веку. Они находятся в теоретических трактатах Иоанна де Гарландии, Магистра Ламберта, Франко Кёльнского, Иоанна де Грокейо, ряда анонимов («Discantus positio vulgaris», Аноним Санкт-Эммерама и др.), и как правило даны в контексте учения о ритме многоголосной музыки.  Первые образцы само́й многоголосной музыки с использованием семибревисов также датированы XIII веком.
До 1600 года длительность семибревиса равнялась — в зависимости от установленной мензуры — половине или одной трети бревиса. Семибревис был наименьшей длительностью, которая использовалась в лигатурах. В эпоху Ренессанса и некоторое время в эпоху барокко семибревис был своеобразной точкой отсчёта, например, в ритмике того времени «нормативным» считался тактус, охватывавший величину семибревиса (итал. tactus alla semibreve). Через величину семибревиса теоретики этих исторических эпох стремились найти абсолютное выражение темпа (сравнивали семибревис с биением сердца, тиканьем маятника, размеренным шагом и т.д.).
В круглой итальянской нотации, которая легла в основу пятилинейной тактовой нотации, ромбовидный семибревис был заменён (более крупным) овалом, для которого в немецкой, русской и американской терминологии закрепился термин «целая нота». В английской, итальянской, португальской традициях термин «семибревис» используется для обозначения целой ноты вплоть до наших дней.